# Kołomajka
Kołomajka – taniec z Beskidu Śląskiego.
Znany też pod nazwą kałamajka. Według Stefana Stoińskiego taniec zadomowił się na Śląsku na przełomie XVIII i XIX w. w epoce wojen napoleńskich na skutek stacjonowania wojsk rosyjskich i ruskich.
Tańcowi towarzyszyła piosenka Kołomajka tańcujcie, kyny pieca szanujcie. Wśród Ślązaków niemieckojęzycznych tańczono do słów Um den Maibaum tanzt herum, której tekst powstał na skutek przetłumaczenia wyrazu „kołomajka” jako koło moika (tzn. koło drzewa majowego – niem. Um den Maibaum).